# De Wolden
De Wolden hollandiai község Hollandiában, Drenthe tartományban. Lakosainak száma 24 374 fő (2021. január 1.).

## Földrajza
De Wolden Westerveld, Hoogeveen, Meppel és Hardenberg községekkel határos.